# Mademoiselle Müller
Pour les articles homonymes, voir Müller.
Marie-Rose-Eugénie Müller, dite Mlle Müller, est une actrice française née le 6 juillet 1865 dans le 1er arrondissement de Paris et morte le 30 novembre 1953 dans le 15e arrondissement de Paris.

## Biographie
Elle est inhumée au cimetière du Père-Lachaise (division 94).

## Théâtre

### Carrière à la Comédie-Française
Entrée en 1882
Nommée 317e sociétaire en 1887
Départ en 1908
- 1884 : La Duchesse Martin de Henri Meilhac : Simonne
- 1886 : L'Avare de Molière : Marianne
- 1886 : La Coupe enchantée de Jean de La Fontaine et Champmeslé : Lucinde
- 1890 : Le Bourgeois gentilhomme de Molière : Lucile
- 1898 : Catherine de Henri Lavedan : Madeleine de Coutras
- 1898 : Le Tricorne enchanté de Théophile Gautier : Inès
- 1902 : Le Passé de Georges de Porto-Riche : Antoinette Bellanger
- 1905 : Il était une bergère d'André Rivoire : la bergère
- 1906 : Les Plaideurs de Jean Racine : Isabelle
- 1907 : Les Fresnay de Fernand Vandérem : Yvonne Raoul